# Sing for Absolution
«Sing for Absolution» (рус. «Пой для прощения») — песня группы Muse из их третьего студийного альбома, «Absolution». Песня была выпущена в мае 2004 как четвёртый сингл из этого альбома. Клип занял 16 место в хит-параде Британии в 2004-м году. Песня также появляется на Absolution Tour DVD.

## Клип
Видео было подготовлено ARK и выпущено также в мае 2004. Клип открывается панорамой планеты, возможно Новой Земли, населённой человеческой расой, которой угрожает ледниковый период. Из города взмывают ракеты, которые нацелены на подступающие ледники. Вслед за ракетами в воздух поднимается корабль-исследователь с Muse на борту. Ракета взлетает, выходит в космос, где состыковывается с криомодулем, в котором находятся тысячи других людей в криогенных камерах. Можно предположить, что миссия Muse заключается в исследовании одной из планет. Корабль выходит из гиперпространства в прямо в астероидное поле вокруг оранжевой планеты. Пилот не успевает увести корабль от астероида и теряет криомодуль. Воздушные тормоза отказывают, и корабль совершает жёсткую посадку в пустыне. Планета оказывается заброшенной Землей, и Muse смотрят на руины Лондона, погребённые под слоем грязи и пыли. Отчетливо видна башня Биг-Бена. Похоже, Muse первые люди на Земле за долгие годы.

## Список композиций

### Британский релиз
7", CD
1. «Sing for Absolution» — 4:55
2. «Fury» — 5:02 (был издан на японском издании «Absolution»)

DVD
1. «Sing for Absolution» (клип)
2. «Sing for Absolution»
3. «Sing for Absolution» (making of the video)
4. «Big Day Off»

### Нидерландский релиз
CD1
1. «Sing for Absolution» (радио-версия)
2. «Bliss» (концертная запись, Нидерланды, Ахой, 6 ноября 2003 года)
3. «Sunburn» (концертная запись, Нидерланды, Ахой, 6 ноября 2003 года)
4. «Feeling Good» (концертная запись, Нидерланды, Ахой, 6 ноября 2003 года)

CD2
1. «Sing for Absolution» (альбомная версия)
2. «Time Is Running Out» (клип)
3. «Hysteria» (клип)
4. «Sing for Absolution» (клип)

CD3
1. «Sing for Absolution»
2. «Time Is Running Out» (концертная запись)
3. «Ruled by Secrecy» (концертная запись)
4. «The Small Print» (концертная запись)